# Swerker I Starszy
Swerker I Starszy, (szw. Sverker den äldre) – król Szwecji ok. 1130–1156, założyciel dynastii Swerkerydów.
Data urodzenia Swerkera nie jest znana. Pochodził z zamożnego rodu właścicieli ziemskich ze wschodniej części krainy Götaland (tzw. Östergötland). Jego ojciec miał na imię Rol lub Kol (stąd patronimik Rolsson lub Kolsson). Uważa się, że jego rodzina była spokrewniona z uzurpatorem do tronu – Swenem Blotem, panującym od około 1084 do 1087.
W czasach panowania króla Inge II Młodszego z rodu Stenkila, po roku 1118 niejaki Kol (utożsamiany niekiedy z ojcem Swerkera) ogłosił się królem Gotów, którzy zamieszkiwali tereny Götalandu. W następnych latach podział królestwa Szwedów i Gotów się utrwalił - po 1120 królem Szwedów został Ragnvald Okrągłogłowy, a Gotów – Magnus Silny, syn króla Danii Nielsa Starego, wnuk króla Szwecji Inge I Starszego. Zwyczaj obwołania dwóch królów miał podkreślać odrębność Gotów od Szwedów. Swerker włączył się do walk o koronę królewską i pokonawszy przeciwników około 1130 roku został królem Szwecji, przy czym początkowo jego władza ograniczała się do terenów Östergötlandu, lecz szybko udało mu się pokonać Magnusa Silnego i zająć zachodnie tereny krainy Gotów (tzw. Västergötland). Aby zalegitymizować swe roszczenia do korony królewskiej Swerker poślubił pochodzącą z norweskiego rodu królową Ulfhildę, dwukrotną wdowę po Inge II szwedzkim i Nielsie Starym duńskim. Ulfhilda zmarła przed 1143 r., a kolejną żoną Swerkera została Ryksa Piastówna, wdowa po poprzedniku - Magnusie Silnym (zm. 1134).
Scalając na powrót podzielony kraj, Swerker I oparł się Kościele, który podczas walk dynastycznych stał się ważnym czynnikiem jednoczącym kraj. Król Swerker sprowadził do Szwecji cystersów, którzy zakładali w tym czasie pierwsze klasztory w Danii. Zwołany przez króla synod krajowy uporządkował przysługujące Kościołowi przywileje, a przeniesienie szwedzkiego biskupstwa z Sigtuny do nowej kościelnej stolicy – Uppsali, jest uważane za ostateczny triumf chrześcijaństwa w Szwecji.
Po opanowaniu kraju Swerker podjął wyprawy na wschód, gdzie doszło do walk z wojskami Republiki Nowogrodzkiej. Kolejna, tym razem morska, wyprawa króla na plemiona Bałtów z 1142 zakończyła się niepowodzeniem i osłabiła pozycję króla w kraju, co spowodowało, że musiał dopuścić do rządów Eryka IX, który poprzez matkę (najprawdopodobniej córkę króla Swena Blota) był krewnym Swerkera I. Gdy w Danii po 1146 rozpoczęły się kilkuletnie walki pomiędzy Swenem III Grade a Kanutem V, król Swerker wmieszał się w tamtejsze rozgrywki popierając swego zięcia Kanuta V. Wykorzystał to Duńczyk Magnus Henriksson, krewny Magnusa Silnego. Magnus Henriksson uznając się za ostatniego potomka szwedzkich królów z rodu Stenkila (jego matka Ingrida była wnuczką króla Inge I Starszego) przybył do Szwecji i zlecił zabójstwo Swerkera. 25 grudnia 1156 król Swerker I został zamordowany na moście Alebäck w pobliżu założonego przezeń opactwa Alvastra. Po śmierci Swekera samodzielne rządy objął Eryk IX, który również zginął zamordowany w 1160, o co podejrzewano Magnusa Henrikssona i syna Swerkera I - Karola.

## Genealogia
| NN ur. ? zm. ? | NN ur. ? zm. ? |                               |                               | NN ur. ? zm. ? | NN ur. ? zm. ? |  |  | NN ur. ? zm. ? | NN ur. ? zm. ? |                |                | NNur. ? zm. ? | NNur. ? zm. ? |
|                |                |                               |                               |                |                |  |  |                |                |                |                |               |               |
|                |                |                               |                               |                |                |  |  |                |                |                |                |               |               |
|                |                | Rol (lub in. Kol) ur. ? zm. ? | Rol (lub in. Kol) ur. ? zm. ? |                |                |  |  |                |                | NN ur. ? ok. ? | NN ur. ? ok. ? |               |               |
|                |                |                               |                               |                |                |  |  |                |                |                |                |               |               |
|                |                |                               |                               |                |                |  |  |                |                |                |                |               |               |
|                |                |                               |                               |                |                |  |  |                |                |                |                |               |               |

|                                       |                                       | 1 Ulvhild ur. ok. 1095 zm. 1148 OO ok. 1130 | 1 Ulvhild ur. ok. 1095 zm. 1148 OO ok. 1130 | Swerker I Starszy (ur. ?, zm. 25 XII 1156 | Swerker I Starszy (ur. ?, zm. 25 XII 1156 | 2 Ryksa Bolesławówna ur. 1116 zm. po 25 XII 1156 OO koniec lat 40. XII w. | 2 Ryksa Bolesławówna ur. 1116 zm. po 25 XII 1156 OO koniec lat 40. XII w. |                       |                       |
|                                       |                                       |                                             |                                             |                                           |                                           |                                                                           |                                                                           |                       |                       |
|                                       |                                       |                                             |                                             |                                           |                                           |                                                                           |                                                                           |                       |                       |
|                                       | 1                                     |                                             | 1                                           |                                           | 2                                         |                                                                           | 2                                                                         |                       | 2                     |
| Karol VII ur. ok. 1130 zm. 12 IV 1167 | Karol VII ur. ok. 1130 zm. 12 IV 1167 | Helena ur. ? zm. po 1157                    | Helena ur. ? zm. po 1157                    | Bolesław ur. ? zm. ?                      | Bolesław ur. ? zm. ?                      | Kol? ur. ? zm. ?                                                          | Kol? ur. ? zm. ?                                                          | Sune Sik? ur. ? zm. ? | Sune Sik? ur. ? zm. ? |